# Оркен (Акмолинская область)
Оркен (каз. Өркен, до 2018 г. — Куропаткино) — село в Зерендинском районе Акмолинской области Казахстана. Административный центр Кусепского сельского округа. Код КАТО — 115647100.

## География
Село расположено на берегу реки Шагалалы, на северо-востоке района, в 78 км на северо-восток от центра района села Зеренда.

### Улицы[3]
- ул. Абая Кунанбаева,
- ул. Акана серы,
- ул. Интернациональная,
- ул. Куйбышева,
- ул. Набережная,
- ул. Строителей,
- ул. Уркен,
- ул. Целинная,
- ул. Школьная,
- ул. Шокана Уалиханова.

### Ближайшие населённые пункты
- село Азат в 3 км на юго-западе,
- село Озен в 4 км на северо-востоке,
- село Жамбыл в 10 км на юго-западе,
- село Обуховка в 16 км на северо-западе.

## Население
В 1989 году население села составляло 1660 человек (из них немцев 44 %).
В 1999 году население села составляло 1536 человек (730 мужчин и 806 женщин). По данным переписи 2009 года, в селе проживало 1265 человек (634 мужчины и 631 женщина).
| Численность населения | Численность населения | Численность населения |
| 1989                  | 1999                  | 2009                  |
| --------------------- | --------------------- | --------------------- |
| 1660                  | ↘1536                 | ↘1265                 |